# Taslent
Taslent est un village en Algérie de la commune d'Ighram (Kabylie), situé dans la vallée de la Soummam.

## Histoire
Taslent g’Illoulen, village qui culmine à plus de 700 mètres d’altitude est à 7 km d’Akbou. Il se situe sur la rive ouest de l’oued Soummam sur les contreforts du Djurdjura. Il est entouré par les villages : El Mechta et Ath-Sellam à l’ouest, Iamouren, Tighilt et Ath-Ammar-Ouzeggan au nord, Tazaghart à l’est et Ighram au sud. Anciennement appelé Aguni n’Teslent, il tire son nom d’un arbre séculaire, très répandu sur ses terres ; en l’occurrence le frêne (aslen, taslent).
Habité par 3 200 âmes et juché sur une terre montagneuse qui ne favorise pas l’agriculture, il tire néanmoins sa richesse de sa production oléicole. En effet l’olivier occupe presque toute sa superficie qui avoisine les 5 km2.
Sa première fontaine (Thala Ouathman) fut bâtie au XIe siècle et avait, dit-on, un déversoir en or massif. Ses lois ancestrales ont été rapportées par Hanoteau et Letourneux dans la Revue Africaine de 1859 (le Kanoun du village Taslent).
Connu depuis le XVe siècle pour avoir abrité la Zaouia « Aboudhaoudh » qui fait de lui Djbel ennour (Le Mont de la lumière. Adhrar n’Tafath). Celle-ci était indépendante des autres branches soufis qui existaient simultanément avec elle, comme la Rahmania.
À côté des programmes purement religieux, elle enseignait des disciplines scientifiques comme l’astronomie, la rhétorique et le calcul.
Parmi ses illustres élèves : Cheikh Belkacem, fondateur de la zaouïa El Hammel à Biskra ; Lmahdi Mechehed, secrétaire d’Ahmed Bey de Constantine et fondateur de la Bibliothèque privée du manuscrit du Maghreb à Ath-Ourtiran.
Les calendriers berbère, agricole et musulman y étaient calculés avec exactitude.
Avec plus de 80 martyrs, Taslent a écrit son nom en or pendant la révolution, notamment avec les passages répétés du Colonel Amirouche qui s’y sentait en sécurité citée par toutes les biographies de ce grand héros de la guerre d’indépendance.

## Géographie
|            | Iaamouren |            |
| Ath Sellam | Taslent   | Thazaghart |
|            | Ighram    |            |

### Population
3200 habitants en 2016